# Márcio Fernandez Cazorla
Márcio Fernandez Cazorla, ou apenas Márcio (Porto Alegre, 16 de março de 1971) é um ex-futebolista brasileiro que atuava como goleiro.
Ficou conhecido por defender o Vasco da Gama por mais de dez anos no time profissional, sendo emprestado a Americano e Olaria em curtos períodos.

## Carreira
Começou nos juvenis do Vasco em 1986. Em 1992, defendeu o Americano no Brasileiro da Série B, por empréstimo. Disputou o Estadual de 1995 pelo Olaria e, o de 1996, pelo Americano, também emprestado pelo Vasco, onde foi bicampeão da Taça Rio (1993 e 1994).
Márcio estreou no time profissional do Vasco em 1992, quando Carlos Germano era considerado soberano na posição. Seu primeiro jogo foi um amistoso contra o Olimpia, levando um gol.
1998 foi o ano em que ele disputou mais partidas com a camisa vascaína - 28 no total -, sobretudo graças à ausência de Carlos Germano, que servia à Seleção Brasileira para a Copa da França, como reserva de Taffarel. Novamente a irregularidade prejudicou Márcio, que levou 21 gols.
Com o retorno de Germano, Márcio voltou a ser "eterno reserva", e começaria a perder espaço a cada temporada: não disputou nenhum jogo em 1996; jogou  apenas 8 partidas em 1999 (6 gols sofridos); chegou a participar de 24 jogos em 2000 e foi o terceiro goleiro durante a temporada 2001; com a saída do então titular Helton para a União de Leiria em 2002, voltou a ter uma sequência de partidas, participando de 24 jogos (alternando a titularidade com Fábio), com 25 gols sofridos, e em 2003, foram apenas 2 atuações, sendo que Márcio sofreu mais dois gols. 
Em 2004, Márcio, agora como terceiro reserva de Fábio (Tadić e Cássio eram, respectivamente, segundo e terceiro goleiros do elenco principal), realizaria mais 6 partidas, entretanto levaria outros 12 gols na carreira, totalizando 127 tentos sofridos em 13 anos como atleta profissional do Vasco. Em agosto de 2004, quebrou o braço em disputa de bola com o atacante Anderson Costa.
Nem o longo período de serviços prestados fez com que o goleiro deixasse de acionar o Vasco na Justiça por questões trabalhistas. Após pendurar as chuteiras, em 2005, passou a administrar escolinhas de futebol.
Durante a gestão Roberto Dinamite, Márcio trabalhou ao lado de Carlos Germano, como treinador de goleiros do Vasco da Gama.

## Títulos
Vasco da Gama
- Campeonato Carioca: 1992, 1993, 1994, 1998 e 2003
- Taça Guanabara: 1992, 1994, 1998, 2000 e 2003
- Taça Rio: 1992, 1993, 1999, 2001 e 2004
- Campeonato Brasileiro: 1997 e 2000
- Copa Libertadores da América: 1998
- Copa Mercosul: 2000
- Torneio Rio-São Paulo: 1999
- Troféu Bortolotti: 1997
- Troféu Cidade de Zaragoza: 1993
- Troféu Cidade de Barcelona: 1993
- Copa Rio Estadual: 1992 e 1993
- Torneio João Havelange: 1993